# Arquivo Aguirra
O Arquivo Aguirra, ou Coleção Fundo João Baptista de Campos Aguirra, é um acervo documental produzido, coletado e organizado por João Baptista de Campos Aguirra (1871-1962). Com informações sobre a formação territorial de São Paulo, a coleção foi adquirida pelo Museu Paulista da Universidade de São Paulo em 1962 e é constituída por fichas, mapas, cadastros, livros, fotografias, entre outros itens, que integram um dos fundos do Serviço de Documentação Textual e Iconográfica do Museu.
A coleção, que se tornou acervo público em 1962, conta com informações sobre a história paulista, principalmente quanto à organização e divisão fundiária do território, expressando dados referentes a propriedades rurais e urbanas. Dessa forma, se caracteriza como uma fonte para pesquisas relacionadas à formação histórica e geográfica da cidade.
A organização dos dados de algumas das séries documentais do Arquivo possibilitou o desenvolvimento de interpretações e estudos sobre tendências de alteração fundiária no antigo Núcleo Colonial da Glória, correspondente aos atuais bairros do Cambuci, Vila Deodoro, Glória e parte da Vila Mariana, em São Paulo, em especial no final do século XIX.

## Origem
João Basptista de Campos Aguirra produziu artigos e realizou publicações que hoje integram o acervo. Entre 1934 e 1935, publicou sete artigos na Revista do Arquivo Histórico Municipal de São Paulo sobre questões orçamentárias, estatísticas e de propriedades dos séculos XVIII e XIX. No período de 1928 a 1938, publicou na Revista do IHGSP (Instituto Histórico e Geográfico de São Paulo) cinco trabalhos de compilação de dados sobre sesmarias, provisões e patentes, cuja origem está no fichário e na organização de informações cartoriais que produziu como atividade profissional.
Walter Pires, em seu trabalho de pesquisa sobre o Arquivo Aguirra, afirma: "Em entrevista ao jornal Diário da Noite, publicada em 18/01/1941, Aguirra informava que realizava “permutas” com cartórios: estes forneciam cópias de documentos em troca de um fichário completo, organizado. Afirmava que seu acervo era resultado de mais de vinte anos de pesquisa e deveria conter cerca de 500 mil fichas", o que mostra a dimensão do trabalho de Aguirra.

## Aquisição do Arquivo pelo Museu Paulista
Em março de 1960, a Seção de História do Museu realizou um exame no acervo, verificando que se mantinha intacto e que a amplitude do Arquivo seria trabalho para uma equipe de pessoas, em vários anos, portanto a aquisição seria de relevância não só para a instituição, como para a História. Para que fosse feita a aquisição do Arquivo foram necessárias negociações oficiais que se iniciaram por iniciativa do jornalista, escritor e historiador Mário Neme (1918-1973), à época o diretor-substituto do Museu. Aguirra concordou com a oferta de um milhão de cruzeiros para vender seus documentos, de forma que pudessem "enriquecer o patrimônio literário e cultural do Estado", conforme afirmou em carta enviada ao diretor do Museu.
A proposta de aquisição foi analisada pela administração do Estado e, em março de 1962, o subchefe do Gabinete da Secretaria da Educação, Oscar Klabin Segall, emitiu parecer favorável à pretensão do Museu, considerando se tratar de um Arquivo de grande valor, não só do ponto de vista prático e comercial, como também histórico. Finalmente, em 17/04/1962, o governador do Estado, Carlos Alberto de Carvalho Pinto, autorizou a compra do acervo, cujo pagamento se efetivou em junho de 1962. Aguirra faleceu em outubro do mesmo ano, após completar 91 anos de idade e poucos meses após a aquisição de seu Arquivo pelo Museu Paulista.

## Características
O Arquivo é composto por livros e coleções de revistas; conjunto de cartas geográficas; volumes sobre movimento de imóveis; e fichário sobre registros e vendas de terras. De acordo com Maria Cecília Stávale Malheiro, em artigo de 1977 para os Anais do Museu Paulista, a aquisição também contou com a colaboração de Hélio Damante (1919–2002), político, jornalista e escritor, à época assistente particular do governador Carvalho Pinto. Malheiro acrescenta que "Aguirra era um profundo conhecedor de questões de propriedade imobiliária na Capital e no Estado de São Paulo e o arquivo era uma fonte de renda para ele, porque atendia a consultas de advogados e demais interessados".
As tipologias de informação incluem identificação e dados biográficos sobre proprietários, registros de sesmarias, registros paroquiais de terras, registros de partilhas judiciais (inventários), testamentos, obituários, bem como uma ampla coleção de cartografia, relacionada especialmente aos bairros da cidade de São Paulo.
De acordo com Malheiro, o Arquivo Aguirra é dividido em seis áreas, que correspondem à tipologia dos documentos, com as seguintes séries:
1. Acervo cartográfico (cerca de 1.500 mapas e plantas).
2. Fichário  com  transcrições, em geral manuscritas, de dados de registros paroquiais, cartas de sesmarias, inventários, escrituras, artigos de jornal, etc.
3. Livros com índices de dados recuperados de cartórios, censos, tabeliães, autos judiciais, etc.
4. Pastas com documentos sobre divisão de propriedades rurais na capital e no interior do Estado.
5. Autos e plantas de juízes comissários, cópias do Patrimônio Imobiliário do Estado.
6. Folhetos sobre questões judiciais do Tribunal de Justiça.
O conjunto de dados sobre as propriedades de terras do Arquivo Aguirra distribui-se em três conjuntos principais de fichas, desenvolvidos como índices sistemáticos por Aguirra: 1. Série Sesmarias; 2. Série Registros Paroquiais; e 3. Série Inventários. Aguirra organizou índices datilografados das fichas de sesmarias e de registros paroquiais por ordem alfabética de interessados ou de localidades, que resultaram em livros encadernados que integram o acervo do Museu Paulista.
1. Série Sesmarias: Fichas manuscritas, em sua maioria, ou datilografadas (10 x 15 cm), contendo traslados ou extratos com descrição de sesmarias, organizadas em ordem alfabética pela freguesia, comarca ou região onde se localiza a propriedade. Inclui as seguintes regiões: Goiás, Mato Grosso, Paraná, Rio Grande do Sul, Santa Catarina, São Paulo / Sorocaba. As  fichas não apresentam  organização – cronológica,  alfabética – dentro de cada subdivisão geográfica.[1]
2. Série Registros Paroquiais: Fichas manuscritas ou datilografadas (10 x 15 cm), contendo  dados sobre os Registros de Terras, obrigatórios a partir da Lei de Terras de 1850, realizados pelas paróquias, entre 1855 e 1860, aproximadamente. Organizadas em ordem alfabética de paróquias, freguesias e vilas. Em cada paróquia as fichas podem estar ordenadas ou não, dependendo do local, por ordem numérica de registro.[1]
3. Série Inventários: Fichas manuscritas ou datilografadas (10 x 15 cm), contendo dados sobre outras categorias de negócios ou transferências de propriedades de imóveis, destacando-se: escrituras de compra e venda (com a referência do cartório), escrituras de partilha ou doação, acórdãos, editais de praça, inventários e testamentos. Há fichas com informações variadas sobre dados históricos, geográficos, econômicos, das localidades (cidades, vilas), etc.. As  fichas não apresentam organização –  cronológica, alfabética – dentro de cada subdivisão geográfica.[1]

## Legado e impactos culturais
A partir das informações apresentadas, pode-se perceber que o Arquivo Aguirra caracteriza-se uma importante fonte documental sobre o território de São Paulo e, com isso, uma referência para elaborar estudos e análises sobre a compreensão das relações sociais e comercias na região, principalmente referente ao século XIX.
Por meio de referências a esses tempos anteriores, pode-se, inclusive, conceber percepções históricas sobre a formação das características socioculturais que observamos no século XXI, ou ainda, compreender como se deu a formação e configuração de bairros da capital paulista, uma vez que trata-se de uma documentação relevante sobretudo para pesquisadores que buscam dados sistemáticos sobre fazendas, propriedade de terras, loteamentos e parcelamento de solo na capital e heranças envolvendo propriedades fundiárias.
A sistematização dos dados demonstra potencialidade de recuperação da história da capital paulista, portanto o Arquivo Aguirra configura-se um legado social, histórico e cultural, com potencial de remontar aos séculos passados e possibilitar maior imersão nos estudos sobre São Paulo.

## Artigos publicados por João Baptista de Campos Aguirra
- Revista do Instituto Histórico e Geográfico de São Paulo (IHGSP): AGUIRRA, João Baptista de Campos. Relação das sesmarias concedidas na comarca da capital entre os anos de 1559 a 1820. Revista do IHGSP, v. XXV, p. 494-567, 1927, editada em 1928.
- Patentes,  provisões  e  sesmarias  concedidas  nos  anos  de  1721  a  1742  localizadas  nos municípios da capital [...].Revista do IHGSP,  v. XXVI, p. 298-451, 1928, editada em 1929.
- Patentes,  provisões  e  sesmarias  concedidas  nos  anos  de  1721  a  1820  localizadas  nos municípios de Parnahyba [...]. Revista do IHGSP, v. XXVII, p. 281-383, 1929, editada em 1930.
- Patentes,  provisões  e  sesmarias  concedidas  nos  anos  de  1721  a  1820  localizadas  nos municípios de São Paulo, Cotia [...].  Revista do IHGSP, v. XXVIII, p. 579-753, 1930, editada em 1931.
- Sesmeiros e posseiros. Sesmarias concedidas nos municípios de Jundiahy, Campinas, [...].Revista do IHGSP, v. XXXIV, p.259-339, 1938, editada em 1939.